# Poxdorf, Saale-Holzland
Poxdorf là một đô thị thuộc huyện Saale-Holzland, trong bang Thüringen, Đức. Đô thị Poxdorf, Saale-Holzland có diện tích 4,07 km².